# واي فير
واي فير هي شركة تجارة إلكترونية أمريكية تبيع الأثاث والسلع المنزلية. المعروفة سابقًا باسم سي اس ان ستورز، تأسست الشركة في عام 2002. توفر منصتهم الرقمية 14 مليون عنصر من أكثر من 11000 مورد عالمي. يقع المقر الرئيسي للشركة على الإنترنت في بوسطن ، ماساتشوستس ،  لديها مكاتب ومستودعات في جميع أنحاء الولايات المتحدة وكذلك في كندا وألمانيا وإيرلندا والمملكة المتحدة .
تدير خمسة من مواقع البيع بالتجزئة ذات العلامات التجارية: موقع Wayfair الرئيسي،  Joss & Main ،  AllModern ،  Birch Lane ،  و Perigold.